# رانسوم (إلينوي)
رانسوم (بالإنجليزية: Ransom)‏ هي منطقة سكنية تقع في الولايات المتحدة في إلينوي. يقدر عدد سكانها بـ 409 نسمة .